# Поллок, Ида
Ида Поллок (англ. Ida Pollock, урожденная Кроу (Crowe); 12 апреля 1908 — 3 декабря 2013) — британская писательница, была также известна как художница, рисовала масляными красками, в 2004 году прошла выставка её избранных картин. 
Автор нескольких коротких рассказов и более сотни любовных романов, опубликованных как под своим именем, так и под многочисленными псевдонимами: Сьюзен Барри, Памела Кент, Ейврил Айвз, Анита Чарльз, Барбара Роуэн, Джейн Бофорта, Роза Берли, Мэри Уистлер и Маргарита Белл.
Скончалась на 106-м году жизни; к моменту смерти стаж её творческой деятельности составил 91 год.